# Rio Piancó
O rio Piancó é um curso d'água brasileiro que banha a região ocidental do estado da Paraíba. É um dos principais formadores da bacia Piranhas-Açu.

## História
Há várias teses para a origem do termo "Piancó". O pesquisador Orlando Bordoni, de A longa marcha dos índios tupís, acredita que a palavra provenha de piam e co e signifique "colher a roça", em língua cariri. Outra versão sobre a etimologia do termo afirma que se origine do nome do cacique da tribo dos Coremas e signifique "pavor".
A região do Piancó foi o primeiro território a ser explorado no século XVII no oeste do estado por bandeirantes paulistas, entre os quais Domingos Jorge Velho, a serviço da Casa da Torre. Em 1739 já havia um aldeamento de indígenas panatis, da grande nação tarairiú, na Missão São José (do Panati), que se tornaria a atual cidade de Piancó, fundada por Teodósio de Oliveira Ledo.

## Sub-bacia
O Piancó nasce nos contrafortes das serras que separam os territórios da Paraíba, de Pernambuco e do Ceará, numa região que serve de divisória de águas dos vales dos rios Pajeú, Jaguaribe e Piranhas-Açu. Recebe o nome "Piancó" ao adentrar o município de Conceição, no sertão paraibano. Termina seu curso no açude Coremas, uma das maiores barragens brasileiras.
Daí se junta ao sistema Piranhas-Açu ainda em território paraibano. A bacia do Piancó cobre uma área de 5.683 km² e banha 26 municípios, favorecendo uma população de quase 200 mil pessoas.